# 欧亚喜鹊
欧亚喜鹊是喜鵲屬的一个物种，广泛分布於欧亚大陆。

## 分类
欧亚喜鹊有以下亚种：
- 指名亚种 ：欧洲，土耳其
- 北欧亚种 ：斯堪的纳维亚北部至俄罗斯西北部
- 西班牙亚种 ：伊比利亚半岛
- 新疆亚种 ：俄罗斯欧洲部分至西伯利亚西南部，西亚和南亚北部，中亚，蒙古，中国新疆北部、西部和西藏西北部[3]
- 东北亚种 ：俄罗斯西伯利亚东南部，蒙古，中国内蒙古呼伦湖地区[3]
- 堪察加亚种 ：俄罗斯堪察加半岛

以下物种曾经是本种的亚种，但系统发生学研究表明应当独立成种：
- 普通喜鹊 ：东亚、中南半岛北部、俄罗斯远东南部
- 青藏喜鹊 ：不丹，中国西藏南部、东南部及东部至四川西部和青海[3]
- 阿拉伯喜鹊 ：沙特阿拉伯阿西尔省
- 北非喜鹊 ：西北非

## 特征

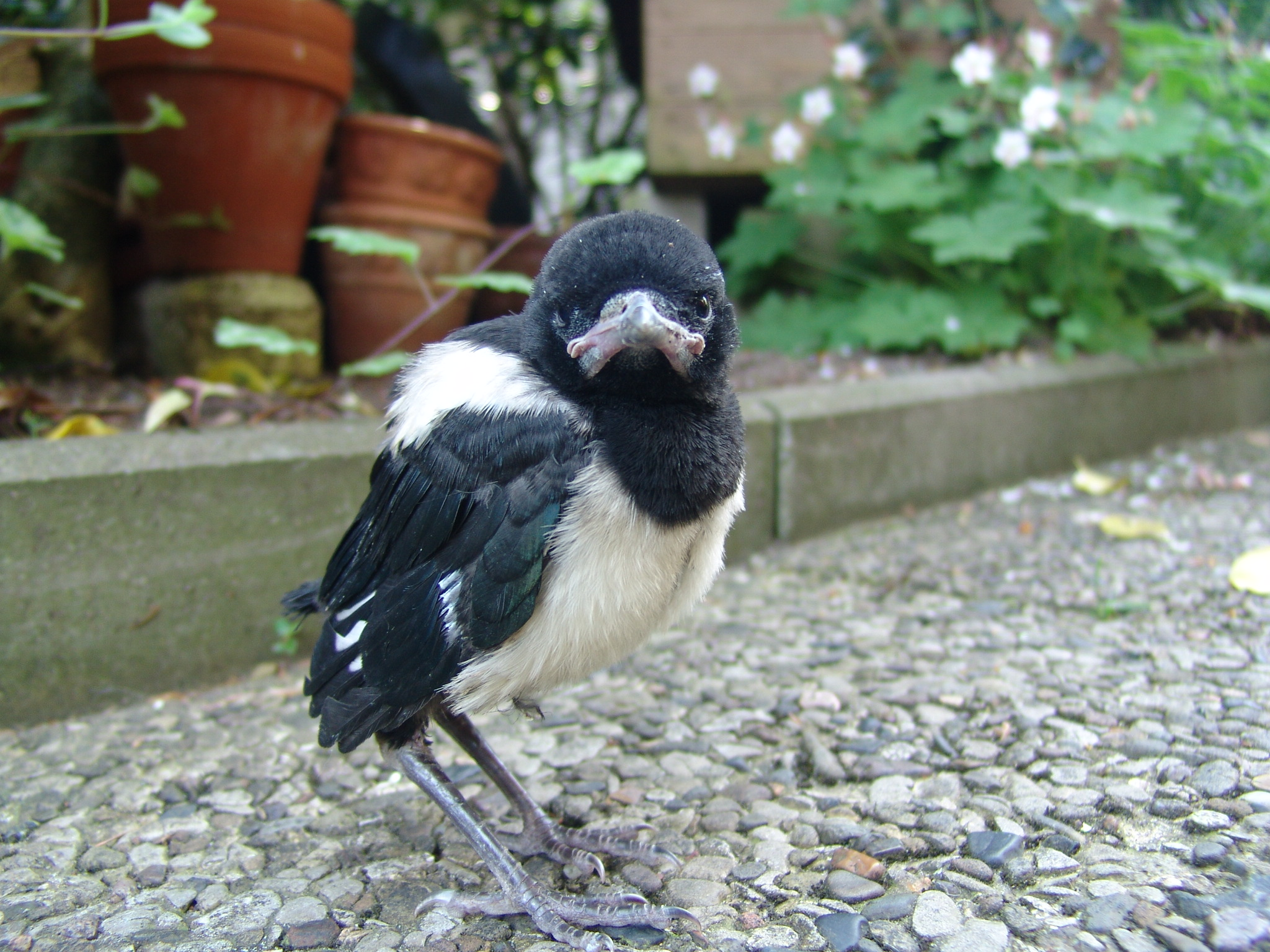
幼鸟

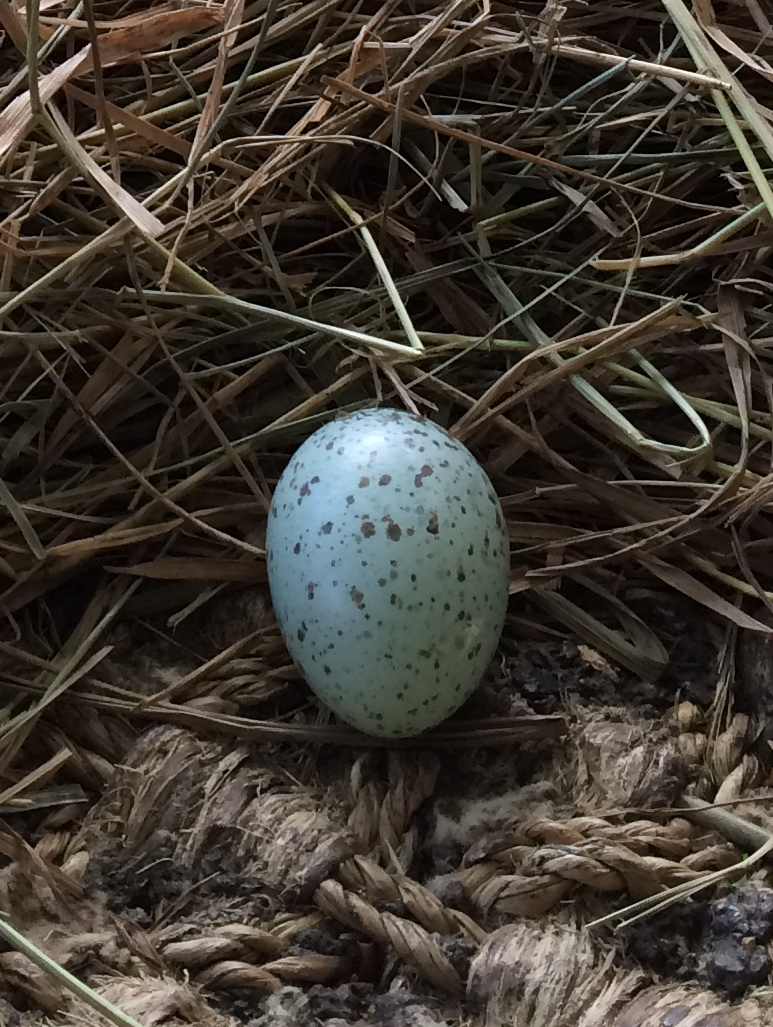
卵

欧亚喜鹊的体形似鸦，体长可达43－46厘米。本物种的外形可以简单地描述为“体形巨大的黑白两色长尾鸟类”，其头部、颈部、胸部、背部、腰部均为黑色，略显蓝紫色金属光泽；肩羽、上下腹均为洁白色；飞羽和尾羽为近黑色的墨绿色，带辉绿色的金属光泽;初级飞羽的内翈均为洁白色，飞行时可见双翅端部洁白，另外在飞行中可见本物种背部的白色羽区形成一个V形。本物种虹膜为褐色；喙、足均为黑色。

## 习性

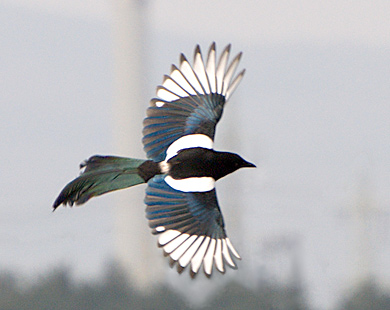
正在飛翔的欧亚喜鵲

欧亚喜鵲是雜食性鳥類，喜食昆蟲、垃圾、植物等各種食物，也會捕食松鼠、蜥蜴、以及其他小型鳥類，如麻雀、斑鳩或大型鳥類的幼鳥等，
由於本物種和同科的烏鴉均為食性甚雜的鳥類，因而在很多地區進行的投藥滅鼠常連累這些鳥類枉喪性命。
欧亚喜鵲繁殖甚早，每年的1－4月即開始營巢繁殖。欧亚喜鵲的巢均用枯枝搭建黏土黏合而成，與烏鴉巢不同的是，欧亚喜鵲的巢並非皿狀，而是具有頂蓋的球狀，在球狀產房的側面留出一道两個圓洞作為進出巢的大門，巢内垫以枯草、纤维等柔软材料。近年来，在城市中营巢的欧亚喜鹊越来越多地采用更容易获得的废旧钢条作为巢材，这常常引得一些拾荒者为获得废铁而捅落低处的鹊巢。欧亚喜鹊每年均会营造新巢，并有营疑巢的习惯，即在他们真正使用的巢周围搭建很多并不使用的空巢，这种行为可能是对其他鸟类巢寄生行为的一种应对策略。欧亚喜鹊每巢产卵5－8枚，卵蓝绿色，缀褐色斑点，孵化期18天左右。

## 其它
人們已對歐亚喜鵲進行鏡子測試。欧亚喜鵲是目前少數已知能通過鏡子測試的物種，也幾乎是唯一已知能通過此測試的非哺乳動物。